# Dahlica
Dahlica is een geslacht van vlinders uit de familie van de zakjesdragers (Psychidae). De wetenschappelijke naam van het geslacht is voor het eerst geldig gepubliceerd in 1912 door Günther Enderlein.

## Soorten
- Ondergeslacht Brevantennia
  - Dahlica (Brevantennia) adriatica (Rebel, 1919)
- Ondergeslacht Dahlica
  - Dahlica (Dahlica) charlottae (Meier, 1957)
  - Dahlica (Dahlica) fennicella (Suomalainen, 1980)
  - Dahlica (Dahlica) goltella Rekelj & Predovnik, 2014[2]
  - Dahlica (Dahlica) lazuri (Clerck, 1759)
  - Dahlica (Dahlica) lichenella (Linnaeus, 1761) – algenzakdrager
  - Dahlica (Dahlica) ochrostigma Roh & Byun, 2018[3]
  - Dahlica (Dahlica) parthenogenesis Saigusa , 1961[4]
  - Dahlica (Dahlica) somae Roh & Byun, 2018[5]
  - Dahlica (Dahlica) triquetrella (Hübner, 1813) – zandzakdrager
- Ondergeslacht Postsolenobia
  - Dahlica (Postsolenobia) juliella (Rebel, 1919)
  - Dahlica (Postsolenobia) thomanni (Rebel, 1936)

- Ondergeslacht Praesolenobia
- Ondergeslacht Siederia
  - Dahlica (Siederia) kopetdagica Zagulajev, 1992
  - Dahlica (Siederia) listerella (Linnaeus, 1758) – buikige zakdrager
  - Dahlica (Siederia) rupicolella (Sauter, 1954)

- Dahlica achajensis (Sieder, 1966)
- Dahlica albiflavella (Kozhanchikov, 1956)
- Dahlica alpicolella (Rebel, 1919)
- Dahlica appenninica (Herrmann, 2000)
- Dahlica argenterae (Wehrli, 1924)
- Dahlica balzella (Bertaccini, 2016)
- Dahlica banatica (Hering, 1922)
- Dahlica basilicatae Weidlich, 2015
- Dahlica casentinensis Bertaccini, 2013
- Dahlica caspari Herrmann, 1984
- Dahlica clathrella (Fischer von Röslerstamm, 1837)
- Dahlica colchica (Kozlov, 1985)
- Dahlica croatica Weidlich, 2016
- Dahlica desertella (Rebel, 1919)
- Dahlica dorotheae Herrmann, 1981
- Dahlica dubatolovi (Solanikov, 1990)
- Dahlica estrela (Arnscheid, 2012)
- Dahlica exulans Herrmann, 2000
- Dahlica friniatica Bertaccini & Hausmann, 2021
- Dahlica generosensis (Sauter, 1954)
- Dahlica goppensteinensis (Sauter, 1954)
- Dahlica grisea (Filipjev, 1924)
- Dahlica herrmanni (Weidlich, 1996)
- Dahlica ilonae (Weidlich, 2014)
- Dahlica inconspicuella (Stainton, 1849)
- Dahlica kabardica Solyanikov, 2002
- Dahlica karadagica (Zagulajev, 1992)
- Dahlica karatyshica Rutjan, 2000
- Dahlica kathrinella (Herrmann, 2001)
- Dahlica klimeschi (Sieder, 1953)
- Dahlica kurentzovi (Solyanikov, 1990)
- Dahlica larella (Chrétien, 1906)
- Dahlica latisquama Weidlich, 2015
- Dahlica leoi (Dierl, 1970)
- Dahlica mannii (Zeller, 1852)
- Dahlica maritimella (Solanikov, 1990)
- Dahlica marmorella Herrmann, 1988
- Dahlica meierella (Sieder, 1956)
- Dahlica michaela Arnscheid, 2016
- Dahlica modestella (Solanikov, 1990)
- Dahlica navacerradensis Sobczyk, 2014[6]
- Dahlica nickerlii (Heinemann, 1870)
- Dahlica pallidella Zagulajev, 1997
- Dahlica pangeoensis Weidlich, 2013
- Dahlica pinkeri (Sieder, 1964)
- Dahlica pseudoachajensis(Stengel, 1990)
- Dahlica rakosyi Weidlich, 2005
- Dahlica rebeli (Wehrli, 1924)
- Dahlica reliqua (Sieder, 1953)
- Dahlica rianella Hättenschwiler, 1981
- Dahlica samurensis (Zagulajev, 1993)
- Dahlica santicensis (Sieder, 1957)
- Dahlica sauteri (Hättenschwiler, 1977) – kleine zandzakdrager
- Dahlica seileri (Sauter, 1954)
- Dahlica siculella (Rebel, 1919)
- Dahlica siederi (Sauter, 1954)
- Dahlica simplonica (Hättenschwiler, 1977)
- Dahlica styriaca (Meier, 1957)
- Dahlica talagovensis (Kurz, Kurz & Zeller, 2013)
- Dahlica thessaliensis Weidlich, 2008
- Dahlica ticinensis (Hättenschwiler, 1977)
- Dahlica transsilvanica (Herrmann & Weidlich, 1999)
- Dahlica triglavensis (Rebel, 1919)
- Dahlica vaudella Hättenschwiler, 1990
- Dahlica wagneri (Gozmány, 1952)
- Dahlica wehrlii (Müller-Rutz, 1920)
- Dahlica weidlichi Arnscheid, 2020
- Dahlica wockii (Heinemann, 1870)
- Dahlica zagoriensis Weidlich, 2012